# SN 1986K
SN 1986K – supernowa typu II odkryta 1 września 1986 roku w galaktyce NGC 298. W momencie odkrycia miała maksymalną jasność 16,50m.